# جورج ك. غلاسر
جورج ك. غلاسر (بالفرنسية: Georg K. Glaser)‏ هو كاتب ألماني وفرنسي، ولد في 30 مايو 1910 في Guntersblum ‏ في ألمانيا، وتوفي في 1995 في باريس في فرنسا.